# بذرخوار بزرگ
بذرخوار بزرگ (نام علمی: Oncopeltus fasciatus) نام یک گونه از تیره سن‌های بذرخوار است.